# Mors Liverpool
Vous lisez un « bon article » labellisé en 2017.
Pour les articles homonymes, voir Liverpool (homonymie).
Un mors Liverpool, ou de façon désuète mors (à) ballon, est un type de mors pour permettre le contrôle des chevaux, d'origine anglaise. Comme tous les mors de bride, il se compose d'une pièce métallique, à laquelle peut être attachée une gourmette. Le Liverpool se caractérise par son canon non-articulé et son anneau de mors circulaire, prolongé par deux branches métalliques latérales droites et plates, offrant trois emplacements pour attacher les guides ou les rênes. Cela permet de varier la sévérité de l'action pivotante du mors, plus sévère si la fixation des guides ou des rênes est basse dans ces emplacements.
Le mors Liverpool est couramment employé pour l'attelage, en combinaison avec le harnachement propre à cette pratique, et de façon plus ponctuelle pour des présentations, montées ou non, de chevaux de trait. Il demande un réglage minutieux, pouvant se révéler douloureux pour l'animal s'il est mal utilisé.

## Histoire et dénomination

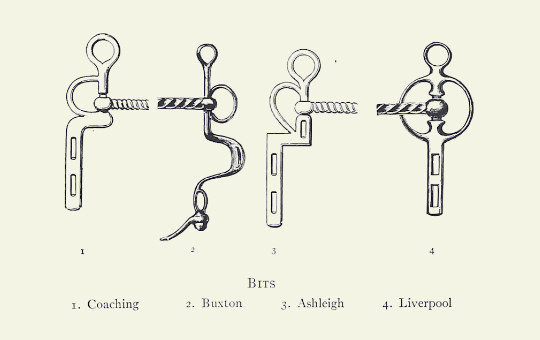
Quatre mors d'attelage, dont le Liverpool (à droite), présentés dans l'ouvrage Riding and Driving for Women (1912).

Le mors Liverpool est, comme son nom l'indique, un mors de conception anglaise, inventé au XIXe siècle au Royaume-Uni. Cependant, son principe d'action et de fonctionnement semble avoir été connu antérieurement à cette époque, et appliqué pour d'autres mors d’attelage, de forme et de conception différentes. Il est conçu spécifiquement pour un usage en double harnais, les autres mors ayant tendance à pincer les joues du cheval. Certaines variétés de mors Liverpool sont plutôt nommées en anglais Manchester bits, soit « mors Manchester ».
En langue française, ce mors est couramment nommé comme en anglais « Liverpool (bit) », ou plus rarement et de façon erronée, « filet » (car il ne s'agit pas d'un mors de filet). Il est connu en France au début du XXe siècle : un numéro du Journal des Éleveurs, daté de 1905, recommande de se servir « du mors dit Ballon ou autrement Liverpool bit » pour la pratique de l'attelage en paire (ou dite « en double harnais »). Le nom de « mors à ballon » est défini en 1977 comme désignant un « mors de bride pour l'attelage à l'anglaise comportant des canons droits et d'une seule pièce ».

## Description

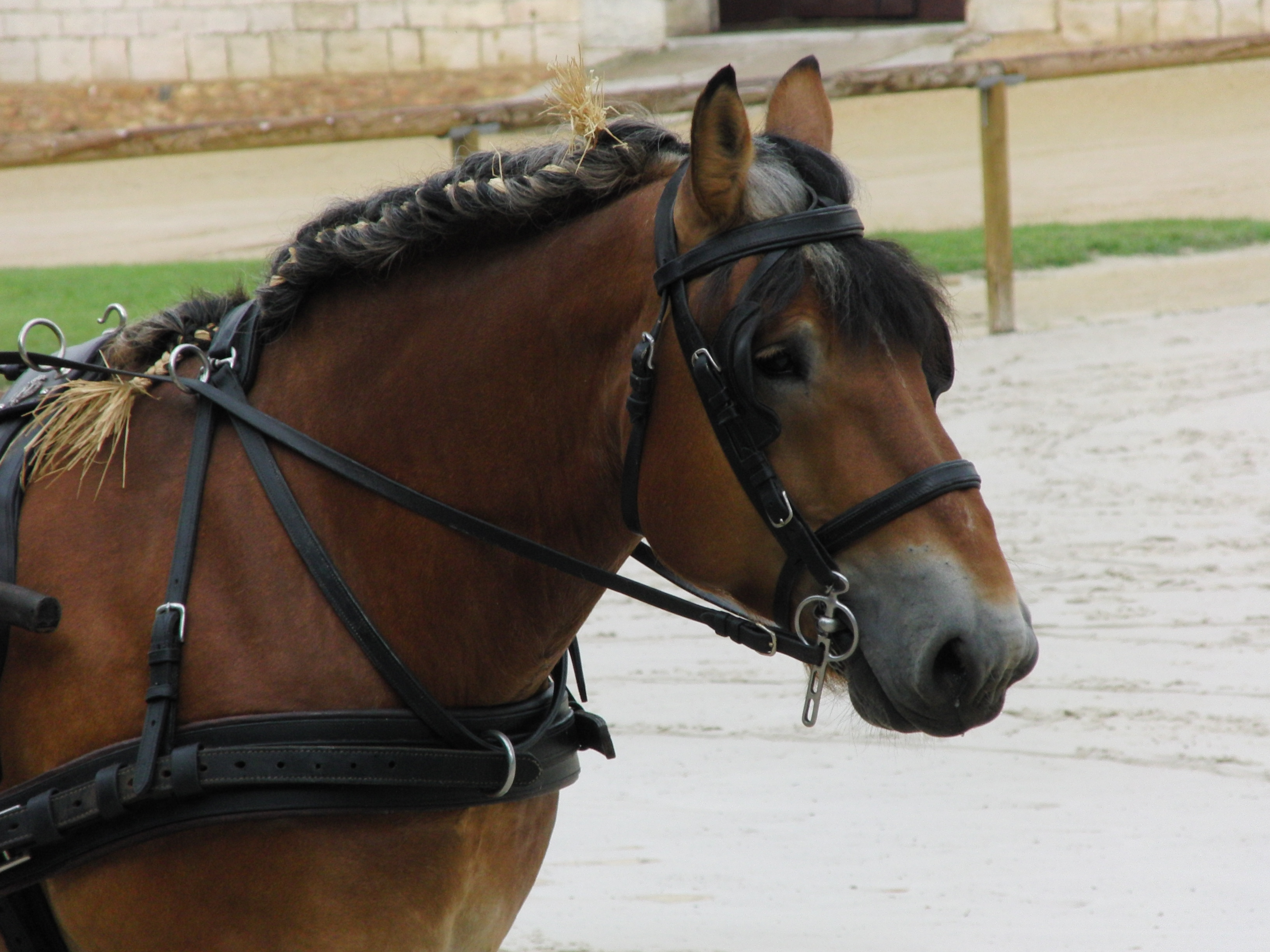
Trait Auxois attelé avec un mors Liverpool, guides attachées dans l'emplacement du haut, ou rough cheek.

Le mors Liverpool peut être considéré comme une variété du mors Pelham. Il appartient à la famille dite des curb bits, le terme anglais curb faisant référence à « l'implantation du mors dans la bouche d'un cheval afin de le contrôler ».
Il est constitué d'une pièce unique de métal. Droit et pourvu de longues branches, il comporte un anneau de mors circulaire attaché à chaque extrémité de sa partie centrale (pour éviter les glissements latéraux), surmonté d'un anneau plus petit servant à l'attache du cuir de la bride, et prolongé par deux branches droites (dites également montants) dotées de trois emplacements pour l'attache des rênes (nommées guides dans la pratique de l'attelage), créant un effet de levier plus ou moins puissant,. Le canon, pièce métallique passant à l'intérieur de la bouche du cheval, peut présenter différentes formes, mais il n'est pas articulé. Comme tous les mors de bride, le Liverpool fonctionne sur un principe de levier pivotant, appliquant une pression plus ou moins forte sur la mâchoire du cheval, laquelle est transmise par la gourmette, une petite chaîne métallique passant sous la mâchoire. Deux points d'ancrage sont destinés à recevoir la gourmette. L'utilisation de la gourmette n'est cependant pas obligatoire, certains chevaux particulièrement sensibles pouvant réagir au mors sans usage de celle-ci.

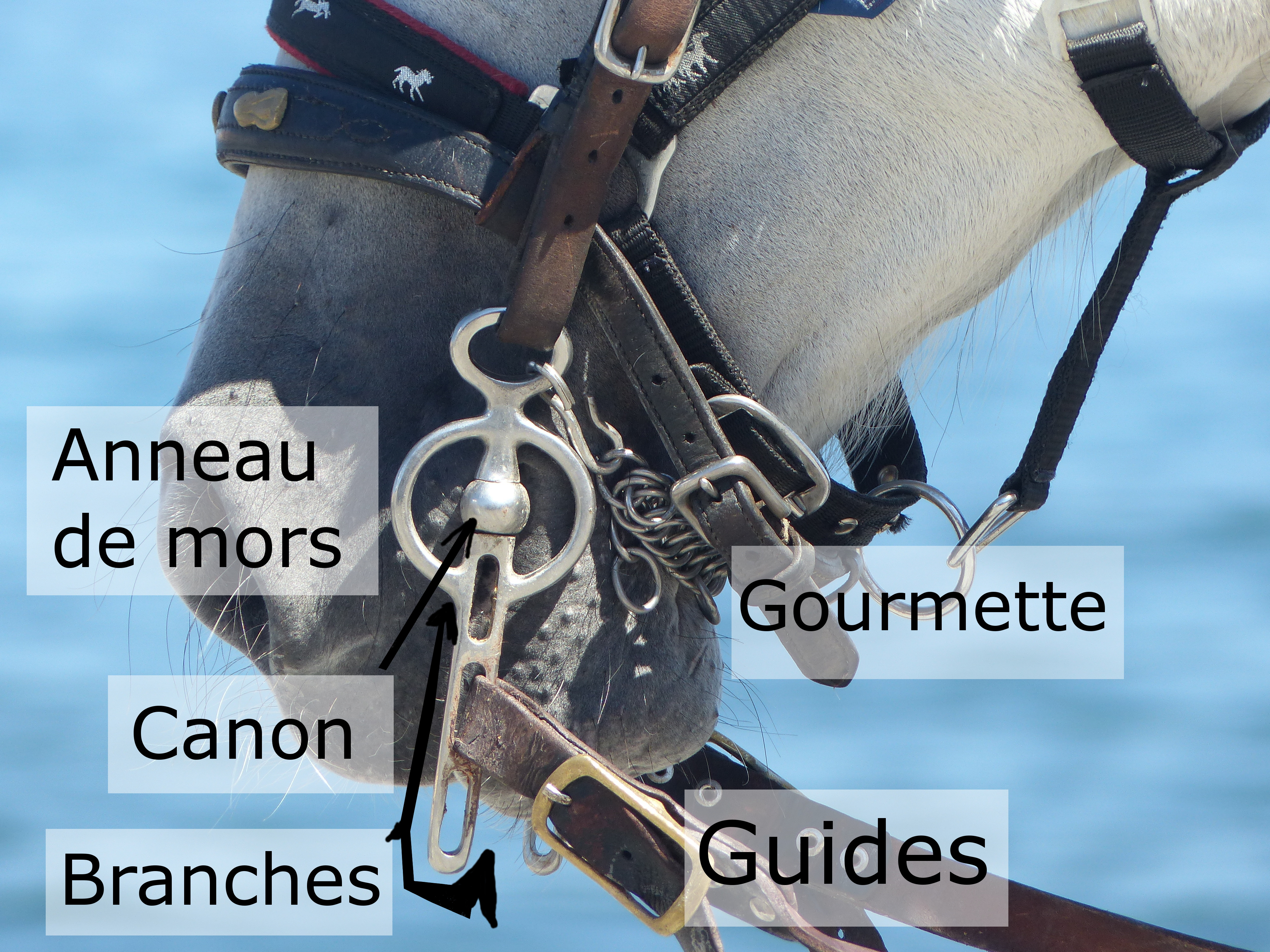
Légende des différentes parties du mors Liverpool d'un cheval attelé.

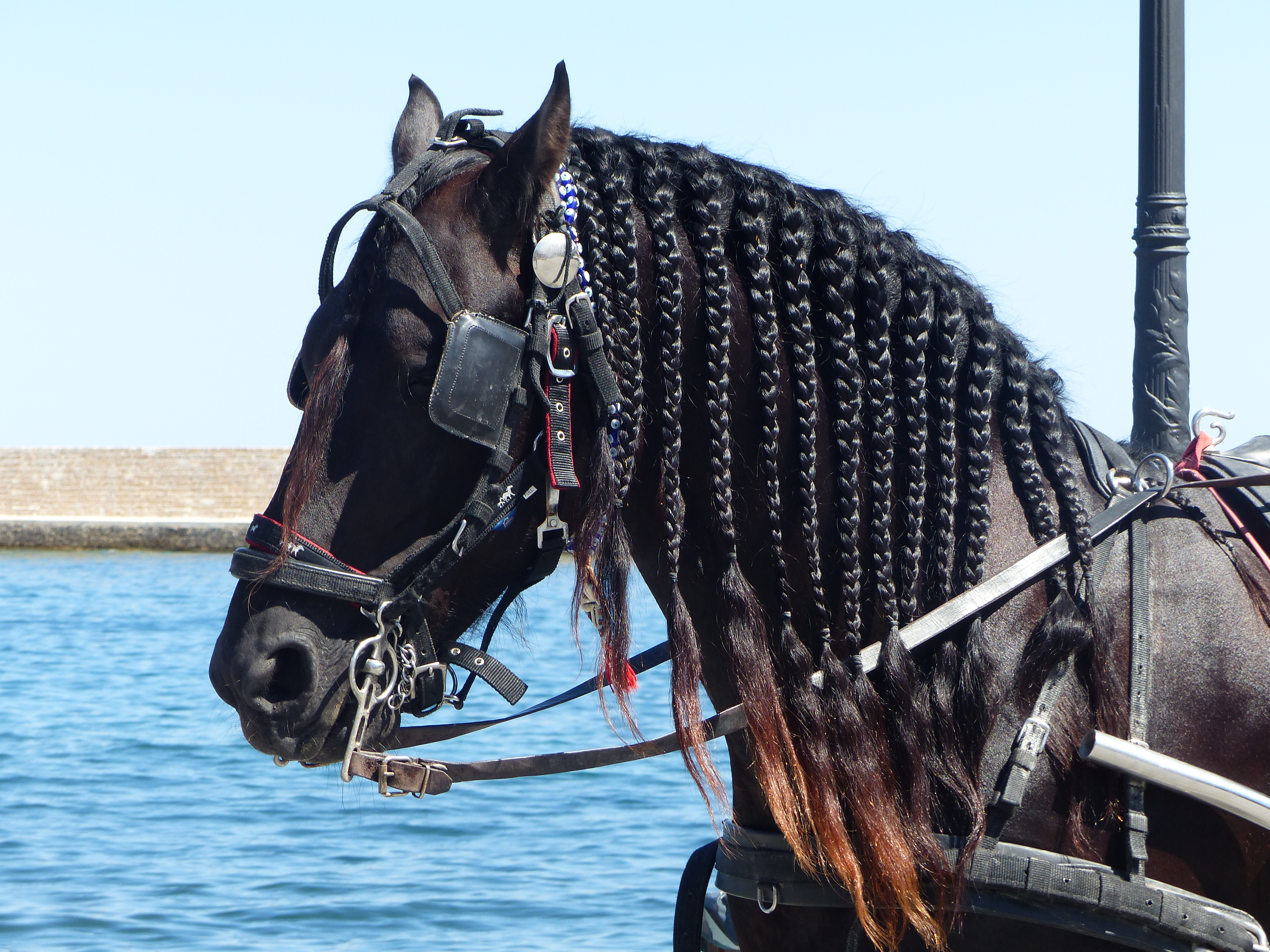
Mors Liverpool avec guides attachées dans l'emplacement du bas, créant un effet de levier puissant.

La sévérité de ce mors sur le cheval dépend de trois facteurs : 
- le positionnement des rênes, ou guides, parmi les quatre emplacements d'attache disponibles (voir ci-dessus) ;
- l'expérience du cavalier, ou meneur, qui tient ces rênes ou guides ;
- le réglage plus ou moins serré de la gourmette.

En effet, plus les rênes sont attachées bas dans les emplacements du mors, plus l'effet de levier créé est puissant, et plus le mors est par conséquent sévère. La première position d'attache possible, nommée plain cheek en anglais, se situe dans l'anneau de mors,, et n'est utilisée qu'en cas de couplage entre plusieurs paires de rênes (par exemple en cas d'enrênement). La seconde position, directement sous l'anneau de mors ou autour de la branche au niveau de l'anneau, est surnommée respectivement rough cheek ou lady's curb en anglais. L'emplacement suivant est communément appelé « emplacement du milieu », ou middle bar. Le dernier, surnommé « emplacement du bas », bottom bar ou full curb position en anglais, forme le réglage le plus sévère.

## Utilisations

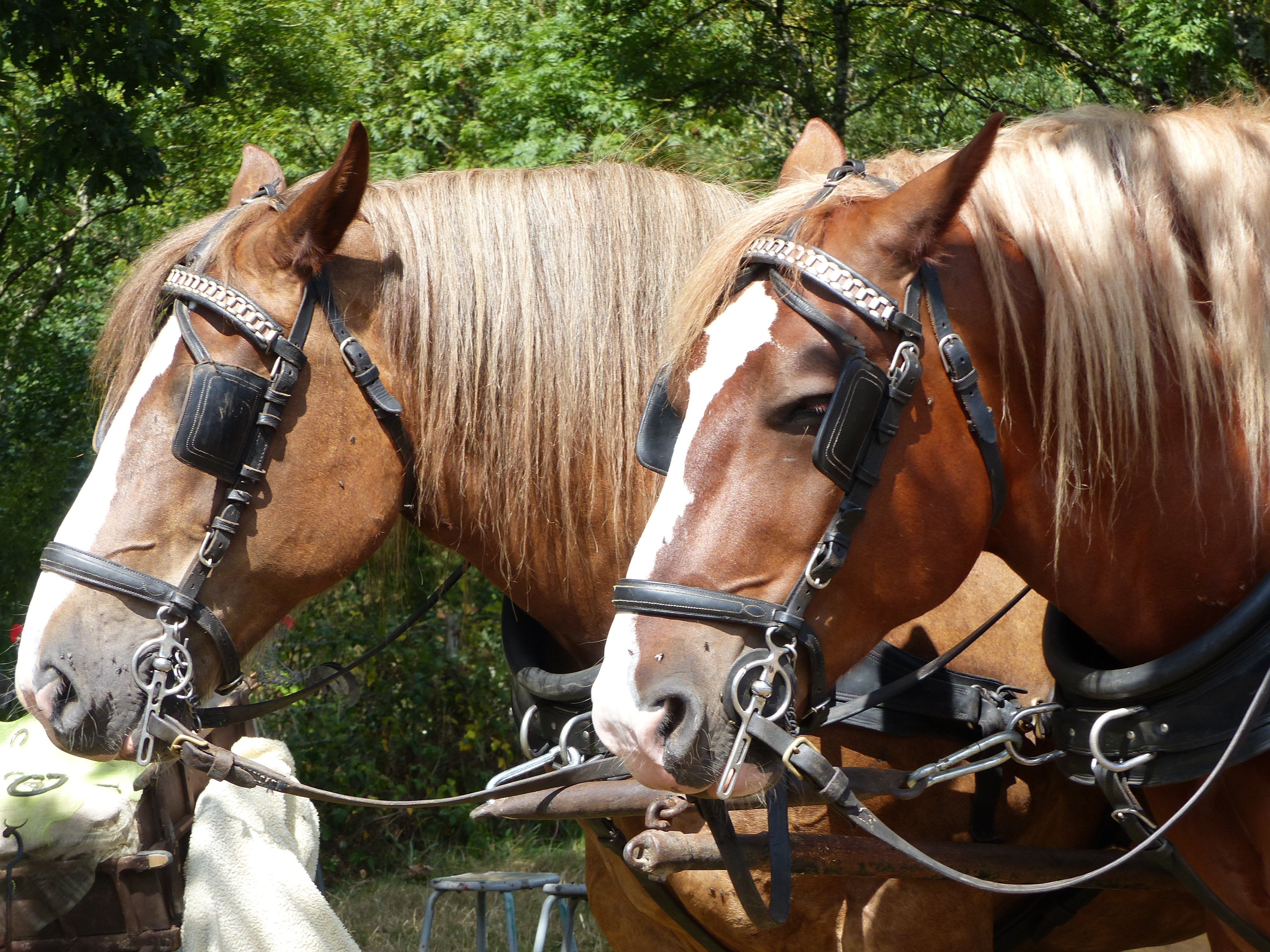
Dans cet attelage de chevaux bretons en paire, les deux chevaux portent un mors Liverpool, celui cheval de gauche avec réglage médian (emplacement du milieu), celui de droite avec un réglage doux (rough cheek).

Le mors Liverpool est très largement diffusé et utilisé pour la pratique de l'attelage,, : il est presque exclusivement réservé à cet usage de nos jours,. Il est particulièrement populaire pour un usage sur des chevaux de trait,.

### En attelage
Le mors Liverpool est particulièrement recommandé pour former les jeunes chevaux d'attelage, et pour tempérer des animaux peu respectueux, puisqu'il est réputé rendre les chevaux plus responsables. En effet, il permet d'adapter la sévérité du mors à la sensibilité de chaque cheval attelé. De plus, une majorité de chevaux d'attelage semblent bien tolérer ce type de mors de bride pivotant. Dans cette discipline, le Liverpool est essentiellement utilisé avec une unique paire de guides placée dans l'un des quatre emplacements disponibles.

### Autres utilisations

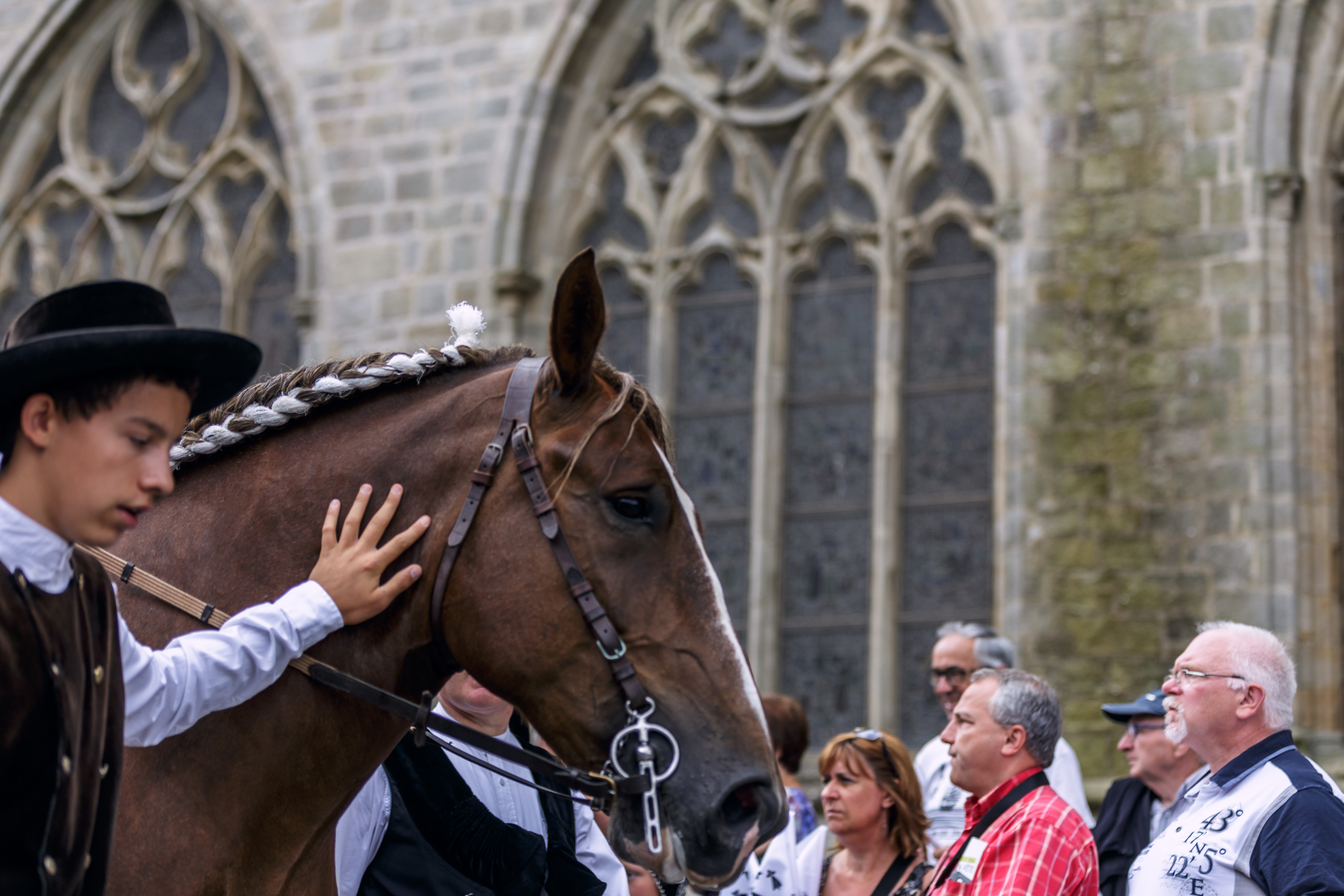
Mors Liverpool sur un cheval Breton défilant au festival de Cornouaille de 2016 (position haute / rough cheek).

C'est également un mors populaire pour les spectacles de présentation de chevaux de trait, permettant un contrôle important de la hauteur du port de tête : dans les pays anglophones, le mors Liverpool est couramment fourni avec la bride de présentation, parfois en combinaison avec un enrênement releveur.
Il arrive qu'en utilisation montée, deux paires de rênes soient attachées, l'une dans l'anneau de mors, l'autre dans l'un des trois emplacements restants. En cas d'utilisation d'un enrênement, en particulier s'il est destiné à relever la tête, l'attache de cet enrênement doit s'effectuer uniquement dans le premier emplacement des branches (le rough cheek), et non dans l'anneau du mors Liverpool, afin que l'effet de l'enrênement n'entre pas en conflit avec l'effet abaisseur du mors.

### Réglages et sécurité

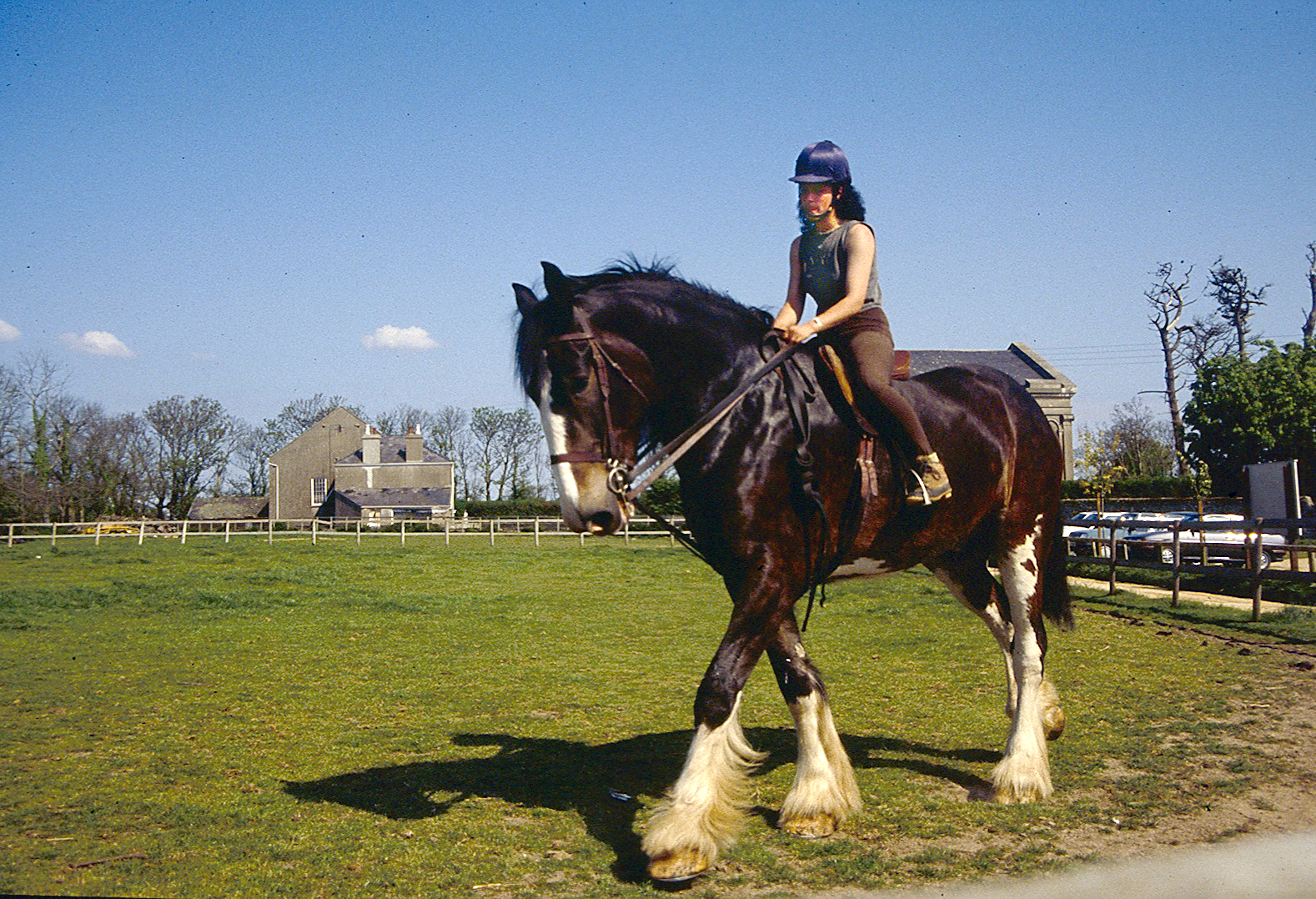
Cheval Shire monté en mors Liverpool avec deux paires de rênes, l'une dans l'anneau de mors, l'autre étant un enrênement attaché dans l'emplacement du milieu.

Il convient de choisir un mors adapté à la largeur de la bouche de chaque cheval, en laissant un demi-pouce d'espace de chaque côté entre l'anneau du mors et la mâchoire, et ce afin d'éviter que les molaires du cheval ne soient poussées contre ses joues (ce qui occasionne des blessures). En effet, ce mors peut être sévère, et du fait de sa forme, peut dans certains cas causer des blessures internes dans les joues ou la mâchoire du cheval, si des parties métalliques les frottent.